# Pere d'Urtx
Pere d'Urtx (Urtx, ... – La Seu d'Urgell, 12 gennaio 1293) è stato un nobile e vescovo cattolico spagnolo, primo coprincipe di Andorra alla firma del secondo paréage del 1278 che stabiliva la co-sovranità tra il vescovado di Urgell e la contea di Foix. Il suo omologo è Ruggero Bernardo III di Foix.

## Biografia
Figlio di Galceran d'Urtx e Blanca de Mataplana, fu arcidiacono di Prats prima di essere eletto il 3 novembre 1269, giorno di san Armengol, vescovo di Urgell.
All'inizio della sua carriera si occupò del restauro della cattedrale e delle condizioni di accesso agli studi universitari.
Gravemente malato, scrisse il suo testamento il 12 gennaio 1293 e morì quello stesso giorno. È sepolto nella cattedrale di Urgell, in un sarcofago i cui dipinti sono attribuiti ad Arnau Pintor.

## Paréage
Il paréage pose fine a quasi un secolo di conflitto sul territorio di Andorra tra i vescovi di Urgell da un lato, ed i visconti di Castellbò e i conti di Foix dall'altro, e fondò il moderno stato di Andorra..
Questo accordo fu negoziato dopo una guerra in cui il conte di Foix era alle porte del vescovado e si preparava a invadere Urgell.